# 岡野成旭
岡野 成旭（おかの なりてる、生年不詳 - 享保5年6月15日（1720年7月20日））は、江戸時代中期の旗本。岡野成明の次男。母は加藤正重の娘。岡野氏直系の子孫。初名は房明。通称は平九郎、平左衛門。妻は長谷川正相の娘。子に将致、房安、猪子一乗（猪子一縄の養子）、娘（桑島親能の妻）らがいる。

## 経歴
岡野成明の次男として生まれる。明暦3年（1657年）6月25日、将軍徳川家綱に初の御目見得を果たす。
寛文3年（1663年）11月19日、御小姓組に列する。後に岡野成恒の養子となる。同10年（1670年）6月10日、養父・成恒が知行を賜ると、成旭も350石に加えて廩米600俵を賜る。
天和元年（1681年）4月、阿部正邦が丹後国宮津藩に、土井利益が志摩国鳥羽藩に転封する際、曾我仲祐とともに同地に赴いて台命を告げる。同3年（1683年）8月23日、御徒頭となり、同年12月15日に布衣の着用を許される。
元禄7年（1694年）4月14日、目付に就任する。同9年（1696年）3月28日、御船手になる。同10年（1697年）7月26日、下総国葛飾郡・武蔵国葛飾郡・伊豆国賀茂郡3郡の内から、600石の領知を賜り、合わせて950石を知行された。同14年（1701年）8月21日、務めにかなわざることがあったとして、小普請入となる。
宝永6年（1709年）10月23日、致仕する。享保5年（1720年）6月15日、死去。法名は日久。高田の亮朝院に葬られる。同地は、後に代々の葬地となる。
生年は不明だが、岡野成明や岡野成恒の生年死没、行動を他と見ると1633年〜1655年までには、生まれていたと推測される。